# 林縣戰鬥
林縣戰鬥發生於1928年3月10日，交戰地點則是在中國豫北一帶，是國民革命軍北伐戰爭的戰鬥之一。林縣戰鬥的交戰雙方，一方為國民革命軍，另一方為天門會信眾。

## 參看
- 中華民國北洋政府時期內戰戰鬥列表